# Ethan Frome
Ethan Frome és una novel·la escrita per Edith Wharton i publicada el 1911, de la qual s'han fet diverses adaptacions al teatre i al cinema. Narra les vides de tres persones d'un poblet americà unides per relacions d'amor i odi i com un greu accident les afecta.

## Argument
Un enginyer arriba a Starkfield per fer unes obres però una vaga de personal l'obliga a romandre-hi l'hivern fins a poder reprendre les obres. Allà coneix un home misteriós, molt reservat però que té un aire intel·ligent que contrasta amb la resta de veïns, que el porta amunt i avall amb el seu carro. Es diu Ethan Frome i coixeja i té el rostre desfigurat per un terrible accident de què ningú no vol parlar. Una nit que neva massa per tornar a casa, el narrador és convidat a dormir a la granja dels Frome i allà entén l'autèntica història que hi ha darrere la desgràcia d'Ethan.
Ethan i Zeena acullen a casa seva la cosina de la mestressa de la casa, Mattie, donat que Zeena està malalta i no pot fer-se càrrec de totes les tasques domèstiques. Ethan porta periòdicament la jove al poble perquè es diverteixi i en aquests periples va creixent entre ells una relació primer d'interès i després d'amor, tot i que mai no ho confessen.
Durant una visita de la Zeena al metge, passen una nit sols però no gosen travessar els límits de la convenció i Ethan no s'atreveix a tocar-la, però sí a imaginar obertament la possibilitat de deixar la seva esposa. Aquesta opció, però, se'ls apareix com a impossible i més quan Zeena torna i anuncia que la jove haurà de marxar de casa, ja que vindrà una noia de servei perquè l'ajudi a casa i no tenen diners per mantenir dues persones. Ethan i Mattie es desesperen, no solament perquè hauran de separar-se, sinó pel futur incert que espera a la Mattie. Ethan s'atreveix a besar-la en un moment furtiu.
De camí a l'estació decideixen baixar en trineu i ella proposa suïcidar-se abans de resignar-se a estar separats. Ell està d'acord però les seves vacil·lacions fan que estimbi el trineu contra un arbre sense la força necessària com per matar-se; només assoleixen una greu desfiguració i la invalidesa d'ella, en un darrer fracàs d'escapar de la seva realitat. Tots dos són portats cap a la granja, on viuran sempre més sota les cures i control de la Zeena.

## Estructura
La novel·la inclou una història marc que ocupa l'extens pròleg i el darrer capítol. Aquesta història està ambientada en el present i serveix de justificació a la introducció de la novel·la, que explica els esdeveniments que van portar a la situació actual. Tota l'acció transcorre en menys d'una setmana que precipita els esdeveniments després de mesos de paràlisi de tots els personatges, que van pensant en la seva vida i el que volen.
El primer capítol comença amb un ball, on ja es destapen els sentiments d'Ethan cap a la cosina de la seva esposa, a qui espia per la finestra per gelosia. Cal destacar doncs, que el suspens es trenca des de l'inici del llibre, perquè el lector sap que es troba davant un possible triangle amorós que culmina en un accident. L'interès de la trama radica justament en conèixer l'evolució dels fets i sentiments dels implicats abans del final tràgic.
Al segon capítol Mattie i Ethan tornen cap a la granja i parlen de la possibilitat d'anar una nit a baixar en trineu per un lloc perillós però emocionant. Es donen més detalls de la seva afinitat i dels obstacles que suposa la presència de Zeena, l'esposa dominant d'Ethan, que mai no ha acceptat realment la jove. Ethan es planteja fer un petó a Mattie però no gosa.
Al capítol tres Ethan es troba immers en un dilema entre el deure com a marit i els seus sentiments i pateix per la jove, a qui la seva dona no estima. L'endemà del ball, Zeena anuncia que anirà a veure un doctor nou, ja que la seva salut està empitjorant. També es narren en un breu flaixbac els primers anys de matrimoni.
El capítol 4 inclou el dia que passen sols Ethan i Mattie sense la Zeena. Només es poden trobar a la nit, perquè les feines a la granja i amb la fusta retenen a l'home fora, frisant per la intimitat domèstica del sopar. Deliberadament tots dos segueixen la mateixa rutina que els altres dies. Durant el sopar la Mattie trenca sense voler una font que era la preferida de Zeena i es preocupa molt per la seva reacció. No hi ha cap contacte físic i Ethan no està segur del que sent ella.
El capítol cinquè suposa un moment dolç per a la parella, per l'estona que passen vora el foc parlant del dia a dia i que a Ethan li sembla propera a una intimitat conjugal. Però la felicitat es trunca pel record de l'ombra de l'esposa absent, que els fa plegar d'hora. L'endemà, Ethan marxa a treballar (capítol 6) i reprèn la rutina i la seva muller torna a casa, fent que el parèntesi de possibilitat s'acabi i retornin els impediments de la quotidianitat.
Quan Ethan torna a l'habitació amb la Zeena al capítol 7, li pregunta pel viatge i esclata la tensió, fet que apropa el clímax final. Ella li comunica que el metge l'ha trobat pitjor del que es pensaven i que li ha prohibit fer res a la casa. Per això ella ha contractat una serventa davant l'evident imperícia de Mattie. Ethan es desespera en entendre que això significarà que la noia haurà de marxar de casa i prova de defensar-la però Zeena és inflexible. Ell baixa a sopar i fa un petó a Mattie, assegurant-li que no la deixarà. Llavors ella entén què ha passat a dalt i es lamenta del futur que li espera, sense feina i sense diners o contactes. Zeena baixa i sopen tots tres en silenci fins que descobreix la font trencada i pot acusar directament Mattie de manca de cura.
Al capítol 8 el lector assisteix als dos possibles finals a la història, donat que Ethan fa explícites les opcions que té: o bé deixa la seva esposa i fuig amb Mattie, o bé es resigna a perdre-la. Tot i que el seu cor aposta per la primera, de seguida observa els impediments per al seu pla; no té diners per mantenir ningú i menys si renuncia a la granja. Pensa a demanar ajuda a uns veïns però sap que no tenen més recursos que ell i que no aprovarien la seva decisió. Per tant, amb totes les portes tancades, Ethan acaba entenent que no tornarà a veure la seva estimada.
El capítol 9 és el darrer del llarg flaixbac que constitueix la novel·la. Ethan decideix com a únic i últim acte de rebel·lió que ell mateix portarà la Mattie a l'estació per poder-se acomiadar com cal d'ella, malgrat les queixes i crítiques de la seva esposa. De camí, decideix que aniran en trineu com li havia promès abans d'aquest canvi en els esdeveniments. Després d'una primera baixada, Mattie confessa per primer cop explícitament que ella també l'estima, amb la qual cosa la separació esdevé més penosa. Aleshores ella proposa suïcidar-se estimbant el trineu contra un vell om i ell accepta perquè no vol viure sense ella. Mentre llisquen abraçats a tota velocitat a Ethan li ve al cap la cara de Zeena i això el fa torçar lleument el rumb del trineu, el qual acaba xocant amb l'arbre però l'accident no és mortal.
La conclusió torna al present, on el narrador veu que a la granja viuen els tres, ja grans, Ethan mig impedit i Mattie totalment invàlida mentre que Zeena ha d'atendre tots tres en un marc de gran pobresa. La circularitat de la novel·la, que comença i acaba amb la visita del narrador als Frome, subratlla la impossibilitat de moviment o d'escapar del destí ja marcat per a ells.

## Personatges
Els principals personatges de la novel·la són el trio format per Ethan, la seva esposa i la cosina d'aquesta. Altres personatges secundaris del poble ajuden a dibuixar la trama i l'ambientació. Per acabar, el narrador apareix com a personatge al principi i al final de l'obra.
- Ethan Frome = el protagonista de la història, que dona títol al llibre. Apareix com un home amb interès científic i sensibilitat estètica que l'apropen a la natura, l'entorn del camp on té la granja familiar des de fa diverses generacions. Aquesta granja, però, esdevé una presó on queda atrapat quan ha de cuidar els seus pares malalts i després la seva dona. L'arribada de la jove Mattie l'omple d'il·lusió, però la seva pobresa li impedeix fugir amb ella i ha de resignar-se a acabar la seva existència malvivint a la granja familiar amb les dues dones ja grans i amb el rostre desfigurat.
- Zeena = muller d'Ethan, a qui coneix quan l'ajuda a cuidar de la seva mare. Es presenta com una dona hipocondríaca i exigent, que rumia en silenci la millor manera de mantenir el control sobre el seu marit. Més gran que Ethan i no gaire atractiva, el seu matrimoni no és feliç des dels inicis i només les convencions socials i el deure moral fan que continuïn units. Malgrat és presentada de forma molt negativa per Ethan, és el personatge més ambigu de la novel·la, especialment per la seva funció com a cuidadora al final de la història.
- Mattie Silver = cosina de Zeena. Jove i pobra, ve a viure amb la parella per atendre la casa, ja que Zeena no pot dur a terme totes les tasques domèstiques per la seva mala salut. Mai no s'adapta prou al rol domèstic, on no es mostra gaire competent, i en canvi es veu atreta per la conversa d'Ethan i les diversions del poble.
- Deanis Eady = jove del poble, pretendent de Mattie, amb qui diverses persones l'emparellen per a un possible matrimoni. Ethan tem aquesta opció i es mostra molt gelós del noi fins que Mattie li declara el seu amor veladament.
- Ruth Hale = mestressa de la casa on s'allotja el narrador, és la persona qui comença a donar-li pistes del que ha passat realment. A la seva joventut fou una de les poques amigues de la Mattie, però es va anar distanciant d'ella després de l'accident del trineu.
- Ned Hale = marit de la Ruth, ja mort quan el narrador arriba al poble. La seva relació de nuviatge feliç, amb petons i rialles i un futur obert, contrasta amb la situació d'Ethan i Mattie.
- Andrew Hale = pare del Ned i veí dels Frome, actua com a client d'Ethan.
- Mrs. Hale = dona d'Andrew, veïna que acudeix a la granja periòdicament per parlar amb la Zeena i que es mostra com una dona de bones intencions.
- Jotham Powell = peó de la granja, apareix en diverses ocasions per ajudar l'Ethan amb les tasques agrícoles o per dur els habitants de la granja al poble o a l'estació de tren
- Harmon Gow = veí del poble que parla per primer cop al narrador dels Frome i encén el seu interès per la història.
- Narrador = jove enginyer atrapat al poble de Starkfield un hivern mentre duren uns treballs. Coneix Ethan ja gran i amb dificultats de mobilitat i de seguida s'interessa per la seva història, perquè hi intueix una tragèdia que els vilatans no volen explicar. Entre els trossos de conversa dels veïns i la seva estada una nit a casa dels Frome, reconstrueix i narra la història.

## Temes
El tema central és el dilema en què es debat Ethan entre el deure conjugal i l'amor que sent per la jove Mattie, que el pot portar a l'adulteri. Alguns crítics hi han volgut veure una al·lusió a la infelicitat del seu propi matrimoni. El triangle amorós, de tints tràgics, és més mental que real, ja que només al final, quan la seva separació és un fet, s'atreveixen a declarar-se els seus sentiments o fer-se un petó. S'hi aprecia la influència de Nathaniel Hawthorne, especialment de la seva obra La lletra escarlata en el fet que la infidelitat acabi amb una marca física i pública (l'estigma de la lletra A i les conseqüències de l'accident en trineu).
L'hivern representa l'aïllament de la granja i la solitud interior dels personatges, que fa que no puguin tenir relacions felices o expressar els seus sentiments. El poble s'anomena per aquest motiu simbòlicament Starkfield (literalment "camp dur"), ja que la duresa del paisatge, especialment a l'hivern, provoca que la vida sigui difícil, tant del punt de vista econòmic (la terra rendeix poc, els desplaçaments són costosos), com emocional. Les tombes del jardí reforcen aquesta visió infernal i desoladora de l'entorn, malgrat les lloances del protagonista cap a la natura. Aquest paisatge exterior fa emmalaltir els personatges que envolten Ethan, des dels seus pares fins a la seva dona (sense que se sàpiga si en aquest cas és real o no) fins a arribar a tocar-lo a ell en una discapacitat provocada pel xoc en trineu. Igualment Mattie acaba invàlida i amargada, ha sucumbit a l'hivern etern, a la mort en vida.
Relacionat amb l'hivern està el silenci. Zeena no parla mai, només mira de manera desaprovadora fins que rumia el seu pla per desfer-se de la possible rival. Igualment Ethan no expressa els seus sentiments fins que és tard i no gosa rebel·lar-se contra la seva dona sinó que es calla. Mattie i Ethan veuen el que tenen en comú a través de converses on poden imaginar un món diferent i la nit que passen junts no és plena d'amor física sinó d'una xerrada quotidiana que al protagonista li sembla el clímax de la intimitat conjugal. El silenci es contagia cap als veïns, que no volen explicar el que saben de la història i obliguen el narrador a intentar aproximar-se a una versió sense garantia de veracitat. L'Ethan tolit i ancià és un home sobretot reservat i silenciós que enyora el riure i que només surt del seu món quan es pot parlar d'un llibre científic que evoca el món exterior a Starkfield.
L'educació apareix com una via d'escapament frustrada. Ethan ha d'abandonar la seva carrera per fer-se càrrec de la família i aquesta situació el porta a casar-se amb la Zeena malgrat no estimar-la, tancant-se tota possibilitat de ser feliç. Igualment la manca de preparació de Mattie, tant intel·lectual com domèstica, fa que depengui de la caritat dels altres per sobreviure i per això quan és expulsada de la granja només pot pensar en el suïcidi. Per contra, la presó de l'enginyer al poble és només temporal, la formació que té li permet tenir una bona feina i moure's. El punt que porta a Ethan a oferir-li casa seva per una nit arriba després de conversar sobre un llibre de bioquímica, que entronca amb els seus estudis interromputs.

## Estil
S'alternen dues veus narratives, que corresponen a dos moments temporals diferents: el narrador explica des del present l'encontre amb diversos veïns que li permeten reconstruir una història del passat que narra ell mateix però en tercera persona. Així, el narrador de la història marc explica en passat i en primera persona els diàlegs i esdeveniments que el van portar a escriure la seva versió del que va passar entre els Frome, tot i advertir que pot estar errat. La Ruth Hale, però, sembla confirmar la veracitat del relat al darrer capítol. En canvi, el narrador de la part central de la novel·la és un narrador omniscient però que focalitza el punt de vista en Ethan, de manera que el lector mai no pot accedir als pensaments o versions dels altres personatges ni saber què passa quan el protagonista no hi és present. El fet que els dos narradors representin un personatge aliè a Starkfield fa que el relat guanyi en objectivitat i que es pugui explicitar la passió adúltera d'Ethan.
La novel·la conté elements de la tragèdia clàssica, ja que els protagonistes no poden escapar del destí i acaben de manera desgraciada. L'accident és vist com a càstig per una relació il·lícita. També les escenes que expliquen l'amor entre Ethan i Mattie tenen un caràcter mig teatral, basades en petits quadres que simbolitzen els moments d'inflexió, mentre que la rutina de mesos entre ells no es narra. El fet que el lector conegui des de l'inici que Ethan ha patit un accident greu fa que l'estigui esperant durant tot el relat i s'accentuï la fatalitat inevitable que és pròpia de la tragèdia. Diverses anticipacions (el trineu mortal, el temps que corre en contra) serveixen de contrapunt al flaixbac que suposa la narració dels antecedents de la visita en el present a la granja dels Frome i accentuen la sensació de circularitat o inevitabilitat.
La història s'inspira en un accident real que afectà cinc joves a Lenox (Massachusetts), del qual tingué notícia l'autora quan treballava a la biblioteca local, on conegué una de les víctimes. L'impacte de la història pot explicar que ambientés una novel·la en un entorn rural, trencant amb la línia urbana de la resta de la seva producció. La llengua usada conté dialectalismes propis de la regió que reforcen aquesta separació entre Ethan Frome i altres obres de Wharton.
El narrador usa diversos símbols per parlar dels personatges i les seves emocions. Mattie apareix associada al color vermell, que representa la vivesa en contrast amb el gris i blanc de l'entorn. Per això apareix el primer cop amb una capa vermella i la cinta que porta la nit que estan a soles és d'aquest color. Zeena, per contra, vesteix sempre de fosc, al·legoria de la seva frigidesa i manca de vitalitat. El seu símbol és el gat, animal domèstic per excel·lència i que per tant representa la llar i les seves obligacions. Zeena apareix en diversos fragments acaronant el gat i és aquest qui trenca la font que significa la fi de la possibilitat d'una relació completa entre Mattie i Ethan. El gat s'associa també amb la bruixa, que maleeix aquells que l'envolten com fa ella amb els dos enamorats.
L'estil general és deutor del realisme, si bé la presència de la mort constant i l'amor desgraciat que somnia a escapar de la realitat mediocre (encara que sigui a través de la mort) són pròpies del romanticisme anterior. Tanmateix apareixen elements que avancen estils més moderns, com les elisions o la crida a posar en dubte el relat (que el narrador qualifica de la seva versió), accentuada per la focalització en només el protagonista i no en els pensaments de les dones implicades, com sí que feia la novel·la realista clàssica.